# 臺灣護理學
在臺灣，護理學屬於需要認證的專業，並且需要進行額外的專業課程訓練。臺灣的健康法規及實務操作皆由中華民國衛生福利部規範。

## 護理教育

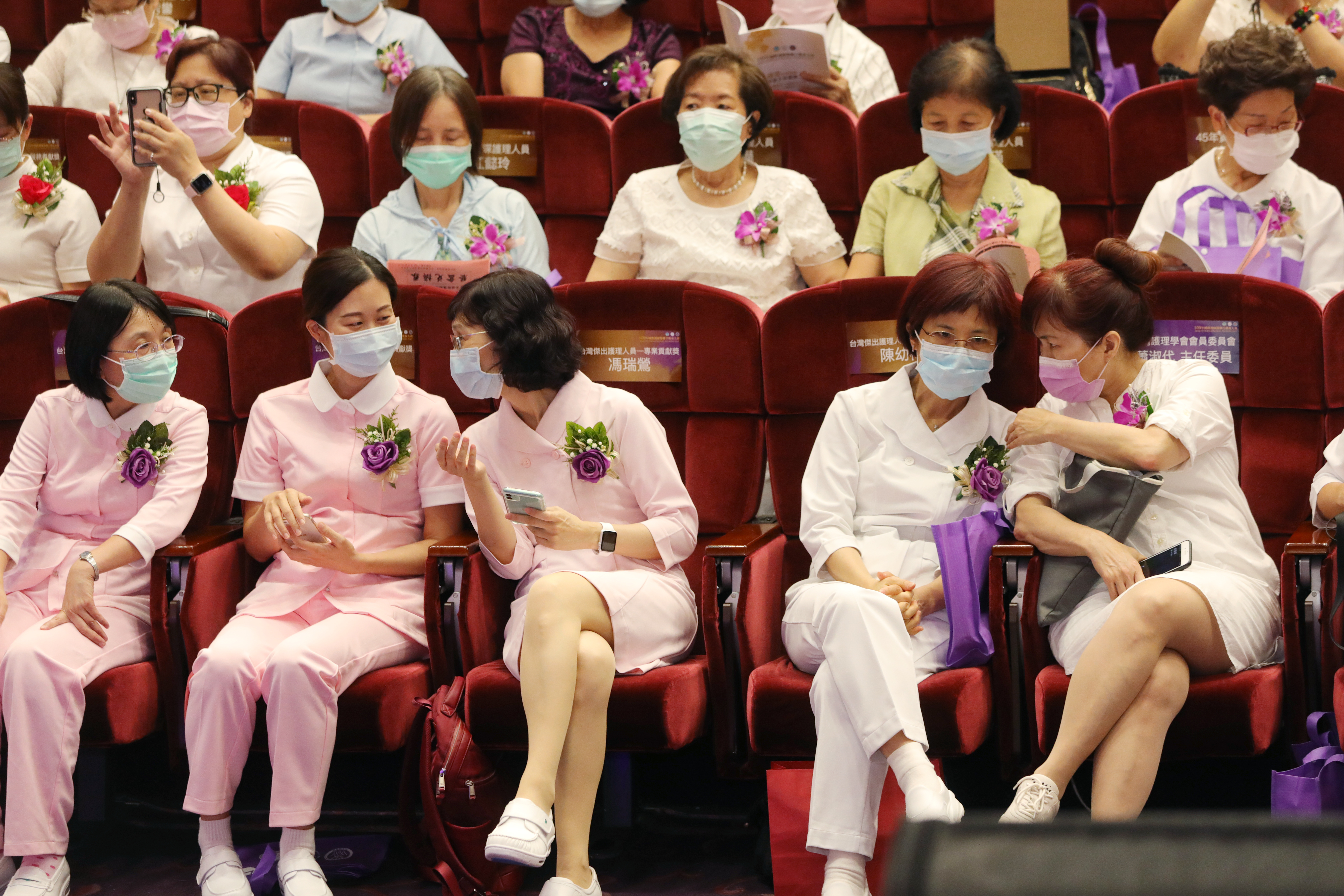
國際護師節慶祝活動上的護理師

在臺灣，護理專業根據培訓時間長短分為三類，類似於美國系統中的執照護理師、註冊護理師及高階註冊護理師。護理師（專科學校）需修讀5至7年；護理師（普通大學）需修讀4年；而護理師（在職專班）則需修讀2年。
完成培訓後，護理師需通過考試才能獲得執業資格。執業2年後，護理師可選擇進一步進修，專攻如麻醉或燒傷護理等專科領域。
課程設計方面，必須完成基礎護理理論與實習課程，取得畢業證書，且依照《醫事人員執業登記及繼續教育辦法》，每6年完成指定範疇之繼續教育課程且課程積分須達到120點。提供基礎護理理論與實習課程的機構有：
- 公立或私立專科學校，修業年限為五年，招收國中畢業生。舊制三專部招收高中畢業生，於1990年代全數廢除三專制度。
- 公立或私立普通大學、科技大學
- 經教育部承認之國外專科及以上學校

其課程種類包括有：護理科系、助產科系、護理助產科系
還有部份大學設有護理研究所，提供碩士班或博士班，碩士班常見的分組有：
- 成人衛生護理組
- 婦產護理組
- 兒童護理組
- 精神及心理衛生組
- 社區衛生組
- 健康管理組
- 長期照護組
- 專科護理師（Nurse Practitioner）[3]方面，根據中華民國護理人員法，第7條（護理師或護士名稱之限制）
  - 第7-1條（專科護理師之甄審）辦理。資格是具有內（外）科相關領域臨床實務經驗3年以上。考試形式為第一階段筆試60分及格、口試及實地考試均以60分（口試得保留2次機會）。證書有效期限為6年。證書需要展延者，須從事執照相關職位2年以上並進行240點以上學術活動、技能教育才得申請展延。